# EGG SHELL
EGG SHELL（エッグ シェル）は、愛知県名古屋市を拠点とする日本の女性ボーカルユニットである。グループ名は無類の卵好きであったKanakoの提案によるもの（EGG SHELL＝"卵の殻"の英訳である）。
2017年5月23日、専門学校名古屋ビジュアルアーツの同期生であったMaki、sakura、Miku、Kanako、Amiの5人によって結成された。中京地区を中心としたライブハウスやイベントへの出演をメインに、2024年4月の解散・活動休止まで活動を続けた。

## 概要
R&BやHIP HOP、J-POP、バラード、アカペラなど様々なジャンルの楽曲を手掛け、メンバー全員が作詞・作曲を担当した。
メインボーカルはKanakoが務めるが、曲によってリードボーカルも交替する。 ステージでの立ち位置は向かって左からMaki、Ami、Kanako、Miku、sakuraの順を基本として、曲中でも適宜ポジションチェンジが行われた。ラップの担当はAmiとsakura、MCはsakuraの担当。
各ステージでセットリストのトップに披露されるアカペラはメンバー全員でアレンジを行う。
楽曲やミュージックビデオ(MV)の製作では名古屋市出身のAViA、SAMON（ともにカルテット）、Kaijyuらのサポートを受けていた。
結成当時のグループ名はEgg Shell表記であったが、現在はすべて大文字でEGG SHELLと表記される。

## 来歴
2019年3月2日、初の単独ライブを名古屋栄 TIGHT ROPEにて開催。同年11月には念願のファーストミニアルバム『RUNWAY』がリリースされた。
2021年1月、名古屋テレビ放送（メ～テレ）が放送する天気＆音楽コラボ番組「Sound Storm」にて、ファーストミニアルバム『RUNWAY』の楽曲がオンエアされ、同年3月と6月には同番組にてセカンドアルバム『DIAMOND』の楽曲がオンエアされた。これらテレビ放送により、東海エリアを中心に彼女たちの活動が広く知られるようになった。同年10月、「トリックアート展2021in金山」のテーマソングに「Victory」が採用された。 
2022年には、中日ドラゴンズに所属する福留孝介の同年シーズンの登場曲に「Victory」が採用された。ライブ活動は豊田合成リンク、アスナル金山でのライブイベントを皮切りに、4月9日(土)には東京での初ライブを成功させた。5月7日の伏見ライオンシアターでのライブでは、新曲「(偽)美人」が初披露された。6月4日のライブ以降、同楽曲のCDがライブ会場の物販限定で発売され、7月2日にはSAMONがプロデュースした本作品のMVがYouTubeにて公開された。7,8月のTOKYOてふてふとの対バン全国ツアー、8月31日のMOHANAK特別ライブ、11月13日のイタにゃんこpresents うたの広場in滋賀など、愛知県外においても精力的な活動が展開される年であった。12月2日に開催された「豊田合成リンクオープニングセレモニー」では、パフォーマンスゲストとして登場し、当リンクのCMテーマソングとなる「LINK UP」が初披露された。12/3(土)のオープニングライブに引き続き、翌年3月12日まで毎週木曜日に同会場にてライブが開催された。
2023年4月17日、約2年ぶりのアルバム『MAKE BOXXX』がリリースされ、Apple Music等のサブスクリプションサイトにて配信が開始された。4月21日のライブでは、同アルバムに収録された新曲「5:40」、「ファンデーション」が披露された。5月3日には単独ライブが開催され、昼・夜の部ともに全22曲が披露された。同ライブの模様は、YouTubeにて公開されている。翌5月4日には大阪初のライブに参加した。7月17日には名古屋にて単独ライブが行われ、昼・夜公演それぞれ15曲が披露された。10月20日にはアスナル金山でライブが開催され、この日が結成メンバー5人による最後のライブとなった。11月29日、今シーズンの豊田合成リンクでのライブ予定と12月18日のアスナル金山でのステージ予定が発表された他、12月1日付でMaki、sakura、Kanakoの3名が活動を休止することが発表された。EGG SHELLとしての活動はAmi，Mikuの2名で当面の間は継続されるとアナウンスされていた。
豊田合成リンク2023-2024シーズンでのライブ以降は各楽曲はMiku、Amiの二人のボーカル用にパートが変更された。2024年4月6日、清水にて開催されたライブに登場した。このライブがEGG SHELLとしての最後のステージとなった。4月25日、活動休止中ののメンバーも含めた5人それぞれのXとInstagramにて、EGG SHELLの解散と活動終了が公式にアナウンスされた。

## メンバー
| 名前   | 生年月日       | アカペラ担当パート | メンバーカラー |
| ------ | -------------- | ------------------ | -------------- |
| Maki   | 1998年5月6日   | トップ             | イエロー       |
| sakura | 1998年8月7日   | ベース             | ブルー         |
| Miku   | 1998年10月20日 | セカンド           | ピンク         |
| Kanako | 1998年4月8日   | リード             | パープル       |
| Ami    | 1998年9月21日  | サード             | グリーン       |

## ディスコグラフィー

### CD/アルバム
|     | タイトル   | 発売日         | レーベル    | 品番      | 収録曲 |
| --- | ---------- | -------------- | ----------- | --------- | --- |
| 1st | RUNWAY     | 2019年11月13日 | ZIP NEXT    | ZIMB-0005 | 1. RUNWAY 2. HAPPY FUSE 3. ゲス who's back 4. SWEETIE 5. 君に届け 6. snow again (Reiwa Mix)                                                         |
| 2nd | DIAMOND    | 2021年2月10日  | ZIP NEXT    | ZIMB-0006 | 1. GREATEST SHORTY 2. PUPPY BOY 3. ひまわり 4. 白鯨 5. Victory 6. 優しい嘘 7. 月と歩く夜に 8. un:real 9. 黒く塗れ 10. DIAMOND 11. Sweetie(acapella) |
| 3rd | MAKE BOXXX | 2023年4月17日  | MUSIC BRAIN |           | 1. Harmonize 2. MAKE BOXXX 3. (偽)美人 4. LINK UP 5. 5:40 6. ファンデーション 7. LINK UP (RINK.Ver.) 8. (偽)美人 (Remix)                            |

### CD/シングル
|   | タイトル | 発売日         | レーベル    | 収録曲 |
| - | -------- | -------------- | ----------- | --- |
| 1 | (偽)美人 | 2022年6月4日   | MUSIC BRAIN | 1. (偽)美人 2. 白鯨 feat.kaijyu (Remix) 3. Victory (All For Victory version) 4. 優しい嘘 (accoustic version) 5. (偽)美人(instrumental) 6. 白鯨 feat.kaijyu (Remix instrumental) 7. Victory (All For Victory ver.instrumental) 8. 優しい嘘 (accoustic ver.instrumental) |
| 2 | LINK UP  | 2022年12月03日 | MUSIC BRAIN | 1. LINK UP 2. snow again (acappella ver.) 3. LINK UP (RINK ver.) 4. LINK UP (Inst.) |

### 楽曲配信
|   | タイトル                 | 発売日        | レーベル      | 形式           |
| - | ------------------------ | ------------- | ------------- | -------------- |
| 1 | 5-BIRTH                  | 2018年3月20日 | EARTH Records | AAC-LC 320kbps |
| 2 | ひまわり                 | 2020年7月15日 | VAA/ZIP NEXT  | AAC-LC 320kbps |
| 3 | PUPPY BOY                | 2020年8月19日 | VAA/ZIP NEXT  | AAC-LC 320kbps |
| 4 | 月と歩く夜に             | 2020年10月3日 | VAA/ZIP NEXT  | AAC-LC 320kbps |
| 5 | GREATEST SHORTY          | 2021年1月1日  | VAA/ZIP NEXT  | AAC-LC 320kbps |
| 6 | 白鯨 feat. Kaiju (Remix) | 2021年6月28日 | VAA/ZIP NEXT  | AAC-LC 320kbps |

### ミュージック・ビデオ (YouTube)
|    | タイトル                                                           | 公開年/月/日 |
| -- | ------------------------------------------------------------------ | ------------ |
| 1  | “『ゲスwho's back 』official MUSIC VIDEO”. 2022年7月8日閲覧。      | 2019/11/01   |
| 2  | “『 HAPPY FUSE 』official MUSIC VIDEO”. 2022年7月8日閲覧。         | 2019/11/29   |
| 3  | “【 君に届け 】official MUSICVIDEO”. 2022年7月8日閲覧。            | 2020/02/29   |
| 4  | “『ひまわり』official MUSIC VIDEO（short ver)”. 2022年7月8日閲覧。 | 2020/06/24   |
| 5  | “『PUPPY BOY 』official MUSIC VIDEO”. 2022年7月8日閲覧。           | 2020/08/05   |
| 6  | “『月と歩く夜に 』official MUSIC VIDEO”. 2022年7月8日閲覧。        | 2020/10/01   |
| 7  | “『GREATEST SHORTY』official MUSICVIDEO”. 2022年7月8日閲覧。       | 2020/12/25   |
| 8  | “【白鯨】official MUSICVIDEO(LIVEver.)”. 2022年7月8日閲覧。        | 2021/05/15   |
| 9  | “白鯨 feat. Kaijyu (Remix) MUSICVIDEO”. 2022年7月8日閲覧。         | 2021/06/27   |
| 10 | “【Victory】official MUSICVIDEO (LIVEver.)”. 2022年7月8日閲覧。    | 2021/07/20   |
| 11 | “【(偽)美人】official MUSICVIDEO”. 2022年7月8日閲覧。              | 2022/07/02   |
| 12 | “EGGSHELL【 LINK UP 】official MUSICVIDEO”. 2022年12月21日閲覧。   | 2022/12/21   |

### 楽曲参加
「丸八TRIBUTE／カルテット」（2018年12月12日、ZIP NEXT、IMB-0004） -  アカペラバージョンの「snow again」が収録

### 未発売曲
- Blue Mermaid
- you bad baby!!!
- EVERYBODY SAY!